# Kallieis
Kallieis  este un oraș în Grecia în prefectura Focida.